# Gelis rufogaster
Gelis rufogaster là một loài tò vò trong họ Ichneumonidae.